# Cithaerias

Cithaerias (ex Callitaera) é um gênero de borboletas neotropicais da família Nymphalidae e subfamília Satyrinae, proposto por Jakob Hübner no ano de 1819. São borboletas com asas arredondadas e extremamente translúcidas, com pequenos ocelos nas asas posteriores, apenas um em cada asa, e mancha de cor rosa ou vermelha a violeta.

## Hábitos
Segundo Adrian Hoskins, sobre Cithaerias pireta, as borboletas deste gênero são encontradas solitárias, ou em duplas, nos recessos úmidos e sombrios das florestas, sendo de voo quase sempre crepuscular e de baixa altura. Se alimentam de frutos fermentados, caídos no solo.

## Espécies
Existem cinco espécies descritas no gênero Cithaerias, todas em habitat amazônico:
- Cithaerias andromeda (Fabricius, 1775) - espécie-tipo[3]
- Cithaerias phantoma (Fassl, 1922)
- Cithaerias pireta (Stoll, [1780])[4]
- Cithaerias pyritosa (Zikán, 1942)
- Cithaerias pyropina (Salvin & Godman, 1868)[2]

## Taxonomia
De acordo com estudo publicado em outubro de 2014 por Carla M. Penz, Laura G. Alexander e Philip J. Devries, as definições das cinco espécies de borboletas Cithaerias foram atualizadas com novos dados. Segundo eles, estudando a morfologia da genitália produziram-se informações mais confiáveis para a definição de espécies e identificação. Desta forma, a C. aurorina foi concedido o estatuto pleno de espécie e C. cliftoni foi reintegrada como uma espécie completa. Uma nova combinação de subespécie é proposta, ou seja, C. aurora tambopata. Também dois novos sinônimos são propostos, Callitaera phantoma e Callitaera aura = Cithaerias aurora. Estas espécies novas, propostas, estiveram integradas, anteriormente, no táxon C. pireta.